# French Exit
French Exit é um filme de comédia dramática de 2020 dirigido por Azazel Jacobs, baseado no romance homônimo de Patrick deWitt, que também escreveu o roteiro. É estrelado por Michelle Pfeiffer e Lucas Hedges.
Teve sua estreia mundial no Festival de Cinema de Nova York em 10 de outubro de 2020. Foi lançado nos Estados Unidos em 12 de fevereiro de 2021.

## Elenco
- Michelle Pfeiffer como Frances Price
- Lucas Hedges como Malcolm Price
- Valerie Mahaffey como Mme. Reynard
- Susan Coyne como Joan
- Imogen Poots como Susan[4]
- Danielle Macdonald como Madeleine
- Daniel Di Tomasso como Tom
- Isaach de Bankolé como Julius[5]
- Tracy Letts como Small Frank (voz)

## Recepção
No Rotten Tomatoes, o filme tem um índice de aprovação de 72% com base em 43 avaliações, com uma classificação média de 6,1/10. O consenso dos críticos do site diz: "French Exit é bem escrito e oferece provas de que mesmo os personagens mais cáusticos podem ser divertidos - e até identificáveis - por meio de uma performance de Michelle Pfeiffer". O Metacritic relata uma pontuação média ponderada de 54 de 100, com base em 10 críticas, indicando "críticas mistas ou médias".